# Henry Cabot Lodge
Henry Cabot Lodge (12 de Maio de 1850 – 9 de Novembro de 1924) foi um estadista dos Estados Unidos, filiado ao Partido Republicano, e um notório historiador. Apesar de não reclamar esse título, é considerado o primeiro líder maioritário do Senado americano.

## Vida e carreira
Lodge, que sempre fora conhecido como "Cabot", nasceu em Boston, no Massachusetts, filho de John Ellerton Lodge e Anna Cabot. O seu avô fora o Senador George Cabot. Lodge cresceu em Beacon Hill, Boston, depois de passar grande parte da sua infância em Nahant, Massachussetts, e era primo de Charles Peirce.
Em 1872, terminou os estudos no Havard College, onde fora membro da fraternidade Delta Kappa Epsilon e do Porcellian Club. Após uma viagem pela Europa, Lodge regressou a Harvard, onde se tornou no primeiro estudante da Universidade de Harvard a licenciar-se em História. O seu professor e mentor durante os estudos fora Henry Adams, com o qual Lodge manteria amizade ao longo de toda a sua vida. A dissertação de Lodge era sobre as origens Germânicas do governo anglo-saxônico.
A 25 de Junho de 1871, casou com Anna "Nannie" Cabot Mills Davis, filha do almirante Charles Henry Davis e neta do Senador americano Elijah Hunt Mills. A tia materna de sua esposa era casada com o matemático Benjamin Peirce e era a mãe de Charles Peirce. Cabot e Nannie tiveram três filhos:
- Constance Davis Lodge (n. 6 de Abril de 1872);
- George Cabot Lodge (n. 10 de Outubro de 1873);
- John Ellerton Lodge (n. 1 de Agosto de 1876);[4]

Licenciou-se igualmente na Harvard Law School em 1874. Em 1880-1881, Lodge serviu na Massachusetts House of Representatives. Representou o seu Estado na United States House of Representatives de 1887 a 1893 e no Senado de 1893 a 1924.
A 8 de Novembro de 1924, Lodge sofreu um grave ataque cardíaco enquanto estava no hospital a recuperar de uma cirurgia devido a cálculos biliares. Faleceu quatro dias depois, com 74 anos
, sendo enterrado no cemitério Mount Auburn em Cambridge, Massachusetts.

## Publicações
- 1877 Life and letters of George Cabot. Little, Brown.
- 1882 Alexander Hamilton.
- 1883 Daniel Webster. Houghton Mifflin.
- 1889 George Washington. (2 volumes). Houghton Mifflin.
- 1891 Boston (Historic Towns series).  Longmans, Green, and Co.
- 1895 Hero tales from American history.  Com Theodore Roosevelt. Century.
- 1898 The story of the Revolution. (2 volumes). Charles Scribner's Sons.
- 1902 A Fighting Frigate, and Other Essays and Addresses. Charles Scribner's Sons.
- 1906 A Frontier Town and Other Essays". Charles Scribner's Sons.
- 1909 The Best of the World's Classics, Restricted to Prose. (10 volumes). Com Francis Whiting Halsey. Funk & Wagnalls.
- 1913 Early Memories. Charles Scribner's Sons.
- 1915 The Democracy of the Constitution, and Other Addresses and Essays. Charles Scribner's Sons.
- 1919 Theodore Roosevelt. Houghton Mifflin.
- 1921 The Senate of the United States and other essays and addresses, historical and literary. Charles Scribner's Sons.
- 1925 The Senate and the League of Nations. Charles Scribner's Sons.